# Élections générales britanniques de 1987 en Écosse
Des élections générales britanniques ont lieu le 11 juin 1987 pour élire la 50e législature du Parlement du Royaume-Uni. L'Écosse élit 72 des 650 députés.

## Résultats
| Partis | Partis                  | Voix      | Voix  | Voix       | Total des sièges | Total des sièges | Total des sièges |
| Partis | Partis                  | Votes     | %     | +/−        | Sièges           | +/−              |                  |
| ------ | ----------------------- | --------- | ----- | ---------- | ---------------- | ---------------- | ---------------- |
|        | Travailliste            | 1 258 132 | 42,4  | 7,3        | 50 / 72          | 9                |                  |
|        | Conservateur            | 713 081   | 24,0  | 4,4        | 10 / 72          | 11               |                  |
|        | Alliance SDP - Libéraux | 570 053   | 19,2  | 5,3        | 9 / 72           | 1                |                  |
|        | SNP                     | 416 473   | 14,1  | 2,3        | 3 / 72           | 1                |                  |
|        | Autres                  | 10 069    | 0,3   | stagnation | 0 / 72           | stagnation       |                  |
| Total  | Total                   | 2 967 808 | 100,0 | stagnation | 72 / 72          | stagnation       |                  |